# Grumo Appula
Grumo Appula est une commune de la ville métropolitaine de Bari dans les Pouilles en Italie.

## Administration
| Période                                  | Période  | Identité       | Étiquette           | Qualité |
| ---------------------------------------- | -------- | -------------- | ------------------- | ------- |
| 5 avril 2005                             | En cours | Vito Panzarino | Polo per le Libertà |         |
| Les données manquantes sont à compléter. |          |                |                     |         |

### Hameaux
Mellitto

### Communes limitrophes
Altamura, Binetto, Cassano delle Murge, Sannicandro di Bari, Toritto